# 茂木誠
茂木 誠（もぎ まこと）は、日本の作家、コメンテーター、予備校講師。YouTuber。駿台予備学校・N予備校世界史科講師。

## 経歴
東京都北区出身。明治大学文学部史学地理学科日本史専攻を卒業した。当初は考古学専攻に学ぶが、日本史専攻に専攻を変える。明治大学大学院文学研究科修士課程を修了した。大学院では日本近世史を専攻した。
高等学校教員から予備校講師に転身した。また、2025年に開学したZEN大学においては知能情報社会学部の客員講師を兼任していた。

## 教育活動
iPadを駆使した独自の視覚的授業をおこなっている。
自身のホームページ「もぎせか資料館」を所有しており、プリントや授業録音ファイル、一問一答プリント、論述の模範解答などといった高校世界史の教材を無料で配布している。「もぎせか資料館」の教材を盗用し、無断でアプリを開発した者に対して訴訟を起こし、勝訴した。

## 言論活動
保守主義的な立場から啓蒙書執筆、ラジオ出演、YouTube上で動画配信などを行う。「もぎせか塾」という一般者向けの勉強会を催している。
地政学と歴史、政治思想に詳しい。中国とロシアについて、マハン、マッキンダー、スパイクマンの理論から、梅棹忠夫の文明の生態史観、カール・ウィットフォーゲルの東洋的専制主義につなげた説明をしている。

## 政治活動
参政党の代表・神谷宗幣が党結成前の2013年に開設したYouTubeチャンネル・ChGrandStrategyにも出演しており、2023年には参政党・山中泉の応援演説も行なっている。
2024年1月31日に飛鳥新社から発売された本『日本保守党 〜日本を豊かに、強く。〜』では、「私たち、日本保守党を応援します！」の欄に名を連ねた。

## 著作

### 単著

#### 参考書
- 『センター試験世界史Bよく出る過去問トレーニング』中経出版、2010年11月。ISBN 978-4-8061-3877-8。
  - 『センター試験世界史Bの点数が面白いほどとれる本』（改訂版）KADOKAWA、2014年4月。ISBN 978-4-04-600276-1。
  - 『センター試験世界史Bの点数が面白いほどとれる本』（改訂第2版）KADOKAWA、2016年7月。ISBN 978-4-04-600780-3。
- 『ひと目でわかる 茂木誠の世界史ノート』KADOKAWA、2016年8月。ISBN 978-4-04-600762-9。
  - 『ひと目でわかる 茂木誠の世界史ノート』（改訂版）KADOKAWA、2017年8月。ISBN 978-4-04-602099-4。
- 『9割とるための最強演習書 センター試験世界史Bの点数が面白いほどとれる超重要問題の解き方　過去問演習』KADOKAWA、2016年11月。ISBN 978-4-04-601213-5。
- 『大学入試 茂木誠の世界史Bが面白いほどわかる本』KADOKAWA、2021年4月。ISBN 978-4-04-604330-6。
- 『改訂版　大学入試　茂木誠の　世界史探究が面白いほどわかる本』KADOKAWA、2025年2月。ISBN 978-4-04-606957-3。

#### 一般書
- 『経済は世界史から学べ！』ダイヤモンド社、2013年11月。ISBN 978-4-478-02364-8。
- 『世界のしくみが見える世界史講義』ヒカルランド〈Knockｰtheｰknowing 009〉、2014年10月。ISBN 978-4-86471-224-8。
- 『世界史で学べ！ 地政学』祥伝社、2015年6月。ISBN 978-4-396-61527-7。
  - 『世界史で学べ！ 地政学』祥伝社〈祥伝社黄金文庫 Gも4-1〉、2019年4月。ISBN 978-4-396-31754-6。
- 『4日間集中講座 世界史を動かした思想家たちの格闘 ソクラテスからニーチェまで』大和書房、2015年10月。ISBN 978-4-479-39282-8。
- 『ニュースの"なぜ?"は世界史に学べ 日本人が知らない100の疑問』SBクリエイティブ〈SB新書 322〉、2015年12月。ISBN 978-4-7973-8240-2。
  - 『ニュースの"なぜ?"は世界史に学べ 日本人が知らない100の疑問』SBクリエイティブ〈SB新書 大活字版〉、2018年5月。ISBN 978-4-7973-9654-6。
- 『ニュースがよくわかる！ 日本人の武器としての世界史講座』ビジネス社、2016年10月。ISBN 978-4-8284-1910-7。
  - 『日本人の武器としての世界史講座』祥伝社〈祥伝社黄金文庫 Gも4-2〉、2020年3月。ISBN 978-4-396-31778-2。
- 茂木誠 編著『図解 世界史で学べ！ 地政学　世界で多発する紛争の原因がひと目でわかる』祥伝社、2017年1月。ISBN 978-4-396-61583-3。
- 『ニュースの"なぜ?"は世界史に学べ 2 日本人が知らない101の疑問』SBクリエイティブ〈SB新書 405〉、2017年9月。ISBN 978-4-7973-9165-7。
  - 『ニュースの"なぜ?"は世界史に学べ 2 日本人が知らない101の疑問』SBクリエイティブ〈SB新書 大活字版〉、2019年4月。ISBN 978-4-8156-0207-9。
- 『教科書では教えてくれない イエス・キリストと神武天皇 茂木誠が世界の五大宗教を講義する』ヒカルランド〈Knockｰtheｰknowing 021〉、2017年10月。ISBN 978-4-86471-559-1。
- 『ニュースの深層が見えてくるサバイバル世界史』青春出版社〈青春新書INTELLIGENCE PI-528〉、2017年12月。ISBN 978-4-413-04528-5。
- 『世界史とつなげて学べ超日本史　日本人を覚醒させる教科書が教えない歴史』KADOKAWA、2018年2月。ISBN 978-4-04-602227-1。
- 『日本人が知るべき東アジアの地政学　2025年韓国はなくなっている』悟空出版、2019年6月。ISBN 978-4-908117-62-6。
- 『「戦争と平和」の世界史　日本人が学ぶべきリアリズム』TAC株式会社出版事業部、2019年7月。ISBN 978-4-8132-8462-8。
- 『図解ニュースの“なぜ？”は世界史に学べ！』SBクリエイティブ、2020年2月。ISBN 978-4-8156-0521-6。
- 『「米中激突」の地政学　コロナが覇権争いを加速する』ワック、2020年8月11日。ISBN 978-4-89831-496-8。

### 共著

#### 参考書
- 渡辺幹雄 共著『テーマ別東大世界史論述問題集　24ヵ年徹底分析』駿台文庫〈駿台受験シリーズ〉、2013年1月。ISBN 978-4-7961-1890-3。
  - 渡辺幹雄 共著『テーマ別東大世界史論述問題集　28ヵ年徹底分析』（改定版）駿台文庫〈駿台受験シリーズ〉、2017年3月。ISBN 978-4-7961-1900-9。

### 一般書
- 文化放送 共著『学校では教えてくれない地政学の授業　日本一わかりやすい！』PHPエディターズ・グループ、2016年10月。ISBN 978-4-569-83160-2。
- 田中英道 共著『日本とユダヤの古代史＆世界史　縄文・神話から続く日本建国の真実』ワニブックス、2023年6月。ISBN 978-4-8470-7313-7。
- ジェイソン・モーガン『日本人が学ぶべき西洋哲学入門: なぜ、彼らはそう考えるのか?』TAC出版、2024年9月。ISBN 9784300107775。

### 監修
- 『図解世界史でわかる経済問題　世界史を知ればマネーの動きが見える！』宝島社〈別冊宝島 2270号〉、2014年12月。ISBN 978-4-8002-3406-3。
- 世界情勢を読む会 編著『図説・ゼロからわかる三大宗教の読み方　キリスト教　イスラム教　仏教』実務教育出版、2015年11月。ISBN 978-4-7889-1159-8。
- 武楽清 マンガ、サイドランチ マンガ『マンガでわかる地政学』池田書店、2016年12月。ISBN 978-4-262-15558-6。

## 出演

### テレビ
- フジテレビ 「新報道2001」2016.2.14放送
- フジテレビ 「Mr.サンデー」2019.10.13放送

### ラジオ
- 文化放送「オトナカレッジ」2015/2016ナイターオフ、金曜レギュラー
- 文化放送 「おはよう寺ちゃん 活動中」2014.1.3放送